# Goran Ivanišević
Goran Simun Ivanišević (IPA: [ɡǒran iʋanǐːʃɛʋitɕ]; Spalato, 13 settembre 1971) è un allenatore di tennis ed ex tennista croato.
Ricordato per il suo carattere irrequieto e per il suo servizio, colpo nel quale è stato il migliore del circuito in sei stagioni (1992, 1994, 1996, 1997, 1998, 2001) raggiungendo il picco nel 1996 con 1477 ace, fu il primo tennista di sempre a tagliare il traguardo dei 10.000 ace. In carriera ha raggiunto la sua migliore posizione come numero 2 del mondo, dietro solo Pete Sampras, nel 1994. Ha vinto 22 tornei di singolare perdendo altre 27 volte in finale.
Mancino naturale, grazie proprio al suo servizio potentissimo è stato uno dei migliori giocatori sull'erba, con quattro finali nel più prestigioso torneo del mondo, quello di Wimbledon: nel 2001, scivolato ormai oltre la 120ª posizione del ranking (a causa di problemi al tendine di una spalla) è diventato il primo tennista a conquistare il trofeo londinese grazie ad una wild card.
Ai Giochi olimpici di Barcellona del 1992 conquistò il bronzo sia in singolare, sia in doppio (insieme a Goran Prpić). Nel 2020 è stato introdotto nella International Tennis Hall of Fame.
Alla sua vittoria del torneo di Wimbledon del 2001 è ispirato il film Wimbledon.

## Biografia

### Vita privata
Goran Simun Ivanišević è nato a Spalato da Gorana, da cui discende il suo nome, e Srđan. È cresciuto a Spalato insieme alla sorella maggiore Srđana, il cui nome discende da quello del padre. Risiede a Los Angeles. Il 16 maggio 2009 ha sposato la modella connazionale Tatjana Dragović presso una chiesa cattolica del quartiere di San Pedro; la coppia era fidanzata da circa dieci anni e aveva già avuto due figli (Emanuel e Amber Maria).
Nel dicembre del 1995 ha fondato l'associazione benefica "Help Children in Need" con l'obiettivo di aiutare i bambini croati.

### Carriera sportiva

#### Gli esordi
Inizia a praticare presso il Tenis Klub Split di Spalato e tra i suoi primi coach vi fu Jelena Genčić, che aveva già allenato Mima Jaušovec e negli anni successivi avrebbe seguito i primi passi anche di Monica Seles, Novak Đoković e Iva Majoli. Ivanišević passò al professionismo nel marzo del 1988 dopo essere stato numero 3 del mondo a livello juniores.
In aprile partecipò al Challenger di Graz dove venne eliminato ai quarti dall'australiano Carl Limberger, a giugno partecipò per la prima volta a Wimbledon ma trovò subito l'israeliano numero 22 del mondo Amos Mansdorf che lo sconfisse in quattro set.
Nel resto della stagione fu eliminato al primo turno e al secondo turno rispettivamente ai Grand Prix di Saint-Vincent e Francoforte, partecipò poi ai Giochi della XXIV Olimpiade di Seul dove venne subito eliminato dal neozelandese Kelly Evernden. Chiuse il suo primo anno da professionista alla 371ª posizione del ranking di singolare e alla 139ª del doppio.

#### 1989-1990
Aprì il 1989 con i quarti di finale di Adelaide; due settimane dopo, al suo secondo torneo del Grande Slam, arrivò fino ai quarti di finale battendo tra gli altri al secondo turno il numero 25 del mondo John Fitzgerald e venendo sconfitto da Miloslav Mečíř in tre set. Questa prestazione gli consentì di guadagnare 175 posizioni di classifica passando così dalla 300ª alla 125ª.
In marzo debuttò in Coppa Davis nel match del primo turno del Gruppo mondiale della Jugoslavia contro la Danimarca ma, a qualificazione ormai acquisita, venne sconfitto da Frederik Fetterlein. Dopo qualche eliminazione precoce e i quarti a Scottsdale, tornò ad ottenere risultati di rilievo a partire da aprile con la semifinale di Nizza, torneo in cui sconfisse il numero 14 Henri Leconte e venne battuto solamente al tie break del terzo set da Andrej Česnokov, la vittoria su Kent Carlsson al secondo turno di Amburgo e la prima finale in carriera in un Grand Prix, a Firenze, in cui venne battuto dall'argentino Horacio de la Peña a cui seguì il quarto turno alla sua prima partecipazione al Roland Garros in cui sconfisse nell'ordine Richey Reneberg, Michael Stich e Mark Woodforde, prima di arrendersi in tre set al numero 3 del mondo e futuro finalista Stefan Edberg.
Uscì al secondo turno sia a Wimbledon che agli US Open, in autunno arrivarono anche la semifinale a Palermo e i quarti a Basilea, che gli permisero di chiudere la stagione alla 40ª posizione del ranking.
L'anno successivo cominciò con una serie di eliminazioni al primo turno tra cui quelle ai Championship di Bruxelles, Stoccarda Indoor ai Super 9 di Indian Wells, Miami e Monte Carlo Masters e agli Australian Open. A maggio conquistò la seconda finale Grand Prix in carriera alla prima edizione del Croatia Open Umag, ma venne battuto dal connazionale Goran Prpić col punteggio di 6–3, 4–6, 6–4. La settimana successiva, insieme a Slobodan Živojinović e allo stesso Prpić, si aggiudicò la World Team Cup sconfiggendo in finale la squadra statunitense composta dai singolaristi Brad Gilbert e Jim Courier e dal doppio Flach/Seguso. Il periodo positivo continuò con i quarti al Roland Garros in cui venne sconfitto dall'austriaco Thomas Muster dopo aver battuto al primo turno Boris Becker, la prima semifinale in un torneo dello Slam a Wimbledon dove lo stesso Becker si vendicò eliminandolo in quattro set e il primo successo in carriera da professionista alla Mercedes Cup di Stoccarda in cui sconfisse in semifinale lo spagnolo top ten e testa di serie numero 3 Emilio Sánchez e in finale l'argentino Guillermo Pérez Roldán.
Entrato ormai nei primi quindici del ranking, si qualificò per la finale anche a Long Island, dove non poté nulla contro l'allora numero 1 Stefan Edberg. A settembre con la terza e la quarta finale stagionale rispettivamente a Bordeaux, in cui venne battuto da Guy Forget, e a Basilea, sconfitto in cinque set da John McEnroe, entra per la prima volta nei top ten, posizione che consolidò ulteriormente con il terzo turno di Parigi e i quarti di Stoccolma e all'ultima edizione del Wembley Championship. A fine anno venne invitato alla Grand Slam Cup, torneo al quale partecipavano i sedici migliori giocatori in base ai risultati ottenuti nei quattro tornei dello Slam. Qui batté al primo turno Kevin Curren prima di essere eliminato da Pete Sampras.

#### 1991-1992
Per il tennista croato il 1991 fu un anno privo di particolari soddisfazioni. Nei tornei dello slam il risultato principale fu il quarto turno raggiunto agli US Open, in cui venne battuto dal cecoslovacco Ivan Lendl, non andando oltre il terzo turno a Melbourne e uscendo al secondo sia a Parigi che a Londra.
Anche i tornei di livello Super 9 non videro mai Ivanišević protagonista, con solo due quarti di finale raggiunti ad Amburgo e Stoccolma.
Gli unici acuti della stagione arrivarono al Manchester Open in giugno, la settimana precedente Wimbledon, quando si aggiudicò il torneo sconfiggendo comunque avversari di modesto valore fino alla finale quando batté con un doppio 6-4 il coetaneo Pete Sampras, e all'ATP Volvo International di New Haven in agosto, in cui eliminò John McEnroe e Derrick Rostagno prima di arrendersi a Petr Korda.
Tra l'ultima settimana di settembre e la prima di ottobre fu eliminato in semifinale sia al Sydney Indoor che al Tokyo Indoor da Stefan Edberg, dopo aver battuto entrambe le volte ai quarti Andre Agassi. Chiuse l'anno alla 16ª posizione del ranking.
Il 1992 cominciò con il successo ad Adelaide, terza vittoria in carriera, sconfiggendo in finale in tre set lo svedese Christian Bergström. Venne poi eliminato al secondo turno agli Australian Open e raggiunse la finale a Milano, dove però fu battuto da Omar Camporese, con cui spesso faceva coppia nei tornei di doppio. Due settimane dopo conquistò il secondo torneo stagionale a Stoccarda indoor, eliminando il numero 1 Jim Courier ai quarti di finale e battendo in finale Stefan Edberg, che nei sei precedenti l'aveva battuto cinque volte, di cui due volte in finale e due in semifinale.
A maggio, dopo aver preso parte con scarsi risultati ai Super 9 su terra rossa, raggiunse per la seconda volta i quarti del Roland Garros dopo aver sconfitto al quarto turno Carlos Costa. Passò poi alla stagione su erba; fu eliminato dal giapponese Shūzō Matsuoka al terzo turno del Queen's, ma la settimana successiva raggiunse la prima delle sue quattro finali a Wimbledon. Nei primi tre turni eliminò il polacco Lars Koslowski (n. 63), l'australiano Mark Woodforde e lo svizzero Marc Rosset; al quarto turno beneficiò del ritiro di Lendl sul punteggio di due set ad uno in proprio favore, ai quarti sconfisse nuovamente Stefan Edberg in cinque set e un anno dopo il loro ultimo confronto vinse nuovamente contro Sampras, che nel frattempo si era portato alla terza posizione del ranking. In finale fu però sconfitto 6-4 al quinto dall'emergente André Agassi, che si era precedentemente liberato di Becker e McEnroe. Con la prima finale in un torneo dello Slam guadagnò quattro posizioni, passando dall'ottava alla quarta. Dopo i quarti di finale raggiunti a Gstaad e a Stoccarda Outdoor, partecipò ai suoi secondi Giochi olimpici a Barcellona, conquistando il bronzo sia in singolare che in doppio, battuto rispettivamente da Rosset e, con Goran Prpić, dalla coppia sudafricana composta da Wayne Ferreira e Piet Norval. Uscì poi al terzo turno degli US Open, ma subito dopo conquistò il terzo torneo stagionale a Sidney, battendo in finale Edberg per la terza volta nella stagione. Dopo i quarti di Tokyo proseguì la sua marcia aggiudicandosi il Super 9 di Stoccolma, superando nell'ordine Becker, per l'ennesima volta Edberg e poi Forget in quattro set. Successivamente lo stesso Becker lo eliminò in semifinale al Paris Open e all'ATP Tour World Championships in cui si era aggiudicato il proprio girone (con Michael Chang, Jim Courier e Richard Krajicek). Chiuse l'anno con la sconfitta nella semifinale contro Chang alla Grand Slam Cup.

#### 1993-1994
L'11 gennaio 1993, contro Becker, perde in tre set la sua nona finale in carriera a Doha. Attraversò poi un periodo costellato di problemi fisici che lo portò a saltare gli Australian Open e disputare soltanto 10 match in quattro mesi, perdendone la metà. Tornò a grande livello a Roma quando conquistò la seconda finale stagionale battendo in semifinale Sampras, ma qui venne nuovamente sconfitto, stavolta da Courier. Il croato stentò comunque a ritrovare la forma: uscì al secondo turno agli US Open, al terzo al Roland Garros e a Wimbledon e al primo del Super 9 di Cincinnati. Risolse i suoi problemi soltanto a partire da metà settembre conquistando il Romanian Open di Bucarest in finale contro Andrej Čerkasov, tre settimane dopo non difese il titolo dell'Australian Indoor Championships di Sydney uscendo battuto in semifinale dal peruviano Jaime Yzaga, ma il 24 ottobre vinse il World Series di Vienna sopravanzando in finale il padrone di casa Muster. Il periodo positivo continua nelle successive settimane: perse la terza finale stagionale al Super 9 di Stoccolma contro il numero 4 del mondo Michael Stich, ma si aggiudicò quello di Parigi sconfiggendo consecutivamente Chang (7 del ranking), Sampras (1), Edberg (6) e Medvedjev (8). Riuscì così ad a guadagnare in extremis l'ottava posizione necessaria per partecipare all'ATP Tour World Championships in cui batté Sergi Bruguera e nuovamente Sampras e Edberg, prima di perdere in semifinale contro Stich.
Nella prima settimana del 1994 uscì in semifinale a Doha e successivamente fu sconfitto ai quarti degli Australian Open da Courier. A febbraio dopo i quarti a Milano arrivò la prima finale della stagione al torneo indoor di Stoccarda, in cui fu sconfitto da Edberg. Arrivarono poi una serie di eliminazioni in semifinale (Rotterdam, Super 9 di Roma) e ai quarti di finale (Roland Garros, Super 9 di Miami e Monte-Carlo) che lo portarono in luglio a presentarsi a Wimbledon come numero 5 del mondo. Nello slam londinese batté in successione Mansdorf, Forget, tornato ad alti livelli dopo nove mesi di inattività che lo avevano portato oltre la millesima posizione del ranking, e il numero 10 Boris Becker. A distanza di due anni torna così a disputare una finale di un torneo dello Slam, ma contro Sampras, che l'anno precedente aveva cominciato il suo regno su erba che durerà fino al 2001, dopo due set combattuti e persi al tie break cedette di schianto nel terzo subendo un netto 0-6. Nonostante la sconfitta toccò il suo best ranking della carriera salendo fino alla seconda posizione.
Tornò poi a giocare solamente in agosto, un mese dopo perse la semifinale di Bucarest contro l'argentino Franco Davín, vinse il suo secondo torneo annuale a Tokyo sconfiggendo in semifinale e finale Edberg e Chang. Perse poi in semifinale a Vienna e la quarta finale della stagione a Stoccolma contro Becker. Dopo i quarti al Paris Open prese parte all'ATP Tour World Championship e alla Grand Slam Cup uscendo rispettivamente al Round Robin e in semifinale.

#### 1995-1996
Nei primi mesi del 1995 venne subito eliminato agli Australian Open e a Dubai ma si face notare per le semifinali raggiunte a Milano. Durante la stagione sulla terra rossa europea fu capace di esprimere il proprio miglior tennis raggiungendo in ordine cronologico la seimifinale a Barcellona, eliminando Alberto Berasategui, Monte Carlo e Roma, fu sconfitto in semifinale ad Amburgo e vinse la World Team Cup dove batté in sequenza quattro top-15: Berasategui, Krajicek, Kafel'nikov e Larsson ma nonostante le buone prestazioni venne subito eliminato al primo turno del Roland Garros dallo svedese Tillström. Si riprese sull'erba con i quarti al Queen's e la semifinale di Wimbledon, subendo in cinque combattuti set di nuovo di fronte all'allora dominatore del torneo Pete Sampras. Sul cemento americano arrivò in semifinale a Los Angeles ed Indianapolis, ma agli Us Open per la terza volta dell'anno al primo turno di uno slam. A dicembre conquistò per la prima volta in carriera la Grand Slam Cup.
Al primo torneo del 1996, il Sydney Indoor, arrivò subito in finale ma venne sconfitto da Todd Martin. Uscì al terzo turno degli Australian Open per mano di Furlan e successivamente infilò due mesi di grandi risultati cominciati con i due successi consecutivi ottenuti al torneo casalingo di Zagabria e a Dubai, proseguiti con la finale di Anversa, dove sconfisse in semifinale Becker con l'altra coppia di successi consecutivi di Milano e Rotterdam, la semifinale ad Indian Wells e la terza finale stagionale persa a Miami contro Agassi dopo aver sconfitto Chang e Sampras, rispettivamente numero 4 e 2 del mondo. Non ripeté i risultati dell'anno precedente nei Super 9 su terra rossa, raggiunse il quarto turno al Roland Garros e i quarti di finale a Wimbledon. Ai Giochi olimpici di Atlanta venne eliminato al primo turno da Marcos Ondruska. Uscì poi ai quarti a Cincinnati e ad Indianapolis, al cospetto di Sampras, perse la quarta finale stagionale su otto. Sarà poi lo stesso Sampras lo estrometterà in semifinale agli US Open. Chiude l'annata con il quinto titolo, a Mosca, e le semifinali dell'ATP Tour World Championships e della Grand Slam Cup.

#### 1997-1998
Il 1997 cominciò con la semifinale di Sydney, a cui seguirono i quarti nello slam australiano e il primo successo stagionale nuovamente in patria a Zagabria. Riuscì poi a difendere buona parte dei punti conquistati l'anno precedente, perdendo solo in finale a Dubai per mano dell'austriaco Thomas Muster, bissando il successo di Milano, raggiungendo la semifinale a Rotterdam e i quarti a Miami. Sulla terra rossa raccolse solamente una semifinale a Roma, uscendo subito nello slam parigino. Successivamente perse la seconda finale stagionale al Queen's, sconfitto da Mark Philippoussis, ma a Wimbledon venne eliminato solamente al terzo turno perdendo per 14-12 al quinto set contro Magnus Norman. La stagione prosegue sottotono fino ad ottobre, quando a Vienna conquistò uno degli ultimi tornei della sua carriera sconfiggendo in semifinale il numero 4 del mondo Greg Rusedski. In novembre entrò in rotta con la federazione croata e minaccia di disertare gli impegni futuri di Coppa Davis e cominciò addirittura a circolare la notizia di una sua convocazione per un incontro che la squadra della sua città, l'Hajduk Spalato, doveva disputare il giorno stesso del match di Coppa Davis, ma due giorni dopo la notizia venne smentita da un dirigente societario che dichiarò che Goran si fosse allenato solamente con la squadra junior per recuperare dall'infortunio alla spalla che lo aveva portato a chiudere la sua stagione a fine ottobre, senza poter difendere il titolo di Mosca, forfait che gli farà perdere 9 posizioni del ranking.
Ad inizio 1998 replicò il suo accesso al Croatian Indoors dell'anno precedente, nel frattempo spostatosi da Zagabria nella sua città natale Spalato, perse in semifinale contro Santoro a Doha. Non riuscì però a difendere molti punti conquistati l'anno scorso complici l'eliminazione al primo o secondo turno agli Australian Open, a Dubai, Rotterdam, Londra (che aveva sostituito il torneo indoor di Milano) e Indian Wells, scivolando così dopo la 25ª posizione. Dopo altri tornei sottotono sulla terra rossa europea, si riprende in luglio raggiungendo per la terza volta in carriera la finale a Wimbledon. Sorteggiato nella parte di tabellone lasciato "vuoto" da Rusedski (tds 4), ritirato al primo turno contro il qualificato Scott Draper, e Carlos Moyá (tds 5), sconfitto al secondo turno da Hicham Arazi, sconfisse ai quarti e in semifinale due olandesi: Siemerink, sua bestia nera con cinque sconfitte su sette incontri, e Krajicek. In finale, per la seconda volta consecutiva, trovò Sampras, con cui perse in cinque set. Perse poi la seconda finale stagionale a New Haven, ai quarti agli US Open da Patrick Rafter, e infine nuovamente in finale a Shanghai e Mosca.

#### 1999-2000
Con il 1999 cominciarono i problemi al tendine alla spalla. Il croato decise di non operarsi, scelta che lo fece sprofondare in classifica. Nei primi mesi di quella stagione subì numerose sconfitte al primo e secondo turno e ottenne come miglior risultati i quarti di finale di Doha, Scottsdale e Queen's. A Wimbledon fu eliminato al quarto turno, risultato che gli costò tredici posizioni in termini di classifica. Il miglior torneo stagionale fu quello di Basilea, dove sconfisse Kafel'nikov e fu fermato in semifinale da Henman. Agli US Open dopo due turni abbordabili non riuscì a opporre resistenza a "Guga" Kuerten.
L'anno successivo, con Goran ormai oltre la 60ª posizione del ranking, la situazione non migliorò certamente ma anzi, dopo il Masters Series di Miami in marzo si registrarono undici eliminazioni al primo turno, con le sole eccezioni del terzo turno al Queen's e del secondo turno nell'ultimo torneo della stagione a Brighton a fine novembre.

#### 2001: la vittoria a Wimbledon
Nel 2001 tornò, dopo 10 anni, a disputare un torneo di livello Challenger ad Heilbronn per ritrovare punti e condizione. Pur senza far risultare particolari exploit si notarono segni di miglioramento con il quarto di finale di Milano e il terzo turno a Memphis e Indian Wells.
A luglio la sua classifica (125ª posizione) non gli consente di partecipare al torneo di Wimbledon, ma gli organizzatori gli assegnano una wild card. Dopo aver perso al primo turno al Queen's la settimana precedente da Cristiano Caratti, il suo destino sembrava fosse solo quello di una comparsata, tanto da essere quotato anche 150-1, ma Ivanisevic, dopo le tre finali perse negli anni precedenti, si rese protagonista di un torneo che resterà nella storia del tennis sia dal punto di vista emotivo, sia dal punto di vista statistico, diventando il primo tennista a vincere un torneo dello Slam con una wild card. Il tennista croato, dal secondo turno in poi, eliminò una serie di avversari tutti entro i primi 40 della classifica, tra cui due top ten. Nell'ordine caddero sotto i suoi ace Moyà (testa di serie n. 20), Andy Roddick (numero 30 del mondo), Greg Rusedski (numero 40 del mondo), Marat Safin (testa di serie n. 4), Tim Henman (testa di serie n. 6) e in finale, 9-7 al quinto, Patrick Rafter (testa di serie n. 3). Questo successo, che Ivanišević dedicò all'amico cestista Dražen Petrović scomparso in un incidente stradale nel 1993, gli permise di scalare ben novanta posizioni fino alla 16ª. Al suo ritorno a Spalato il giocatore fu acclamato da 150.000 persone. La stagione per il croato proseguì con qualche altro buon risultato come la semifinale di Indianapolis, i quarti di San Pietroburgo e la partecipazione alla Tennis Masters Cup di fine anno.

#### 2002-2004: ultimi tornei e ritiro

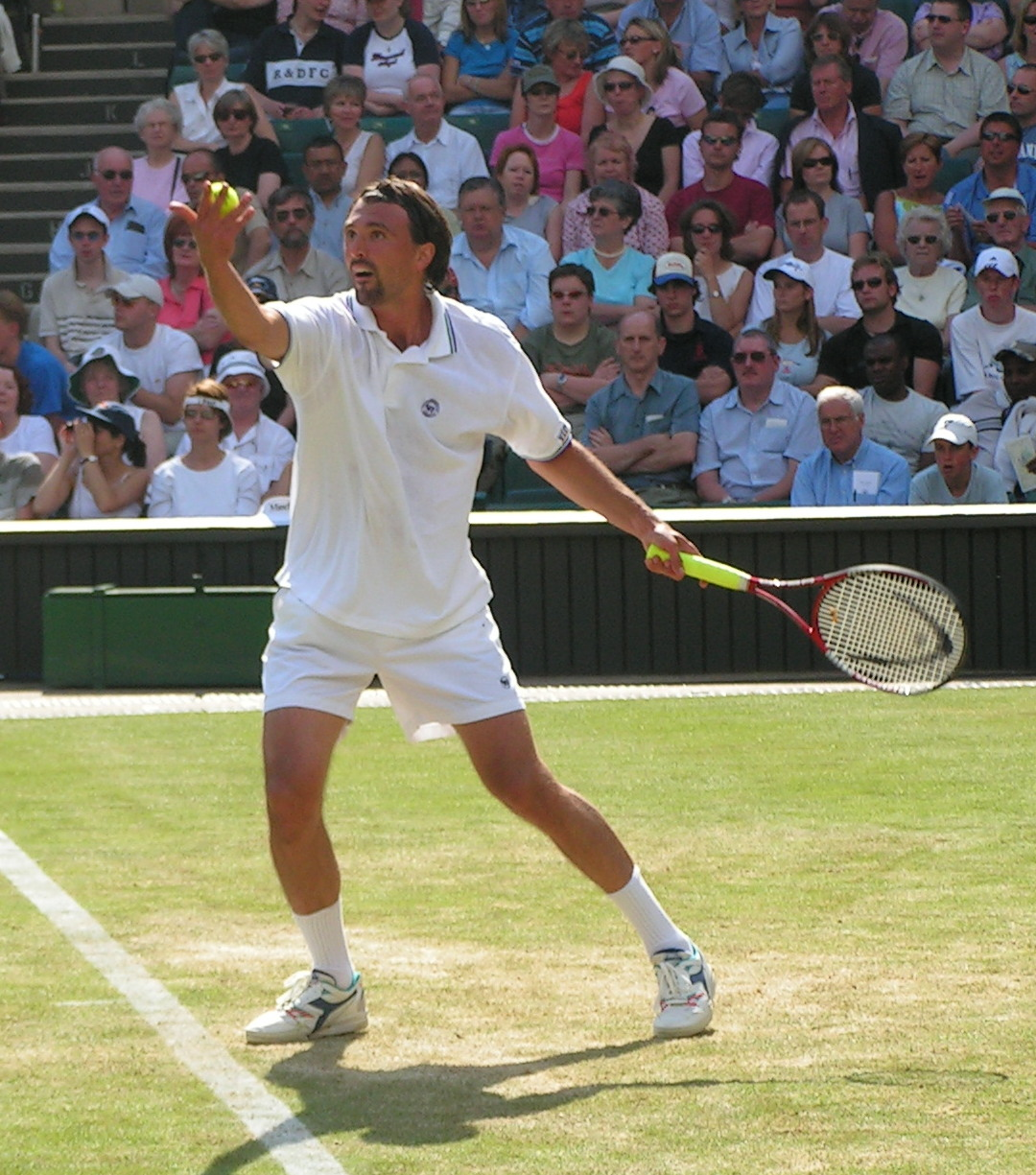
Ivanišević al servizio nel Torneo di Wimbledon 2004.

Dopo aver nuovamente rimandato l'intervento alla spalla di cui soffre dal 1999, nel 2002 disputa pochi tornei ad inizio anno con scarsi risultati e a maggio decide di andare sotto i ferri, chiudendo anzitempo la stagione, ad ottobre comunque giocherà insieme nella partita d'addio al calcio dell'amico Zvonimir Boban giocando con i giocatori della Nazionale di calcio croata che chiuse al terzo posto i Mondiali del 1998.
L'anno successivo disputò solamente quattro tornei (Heilbronn, Dubai, Indian Wells e Queen's), collezionando cinque sconfitte e una sola vittoria e non scendendo più in campo fino al febbraio successivo a Milano vincendo la prima partita in un torneo ATP dopo oltre due anni. Le apparizioni, e le vittorie, rimasero comunque molto rade, raggiunse il secondo turno solo al Master di Miami e dopo una netta sconfitta contro Stepanek al primo turno del Masters di Roma annunciò di volersi ritirare dopo la 600ª vittoria nei tornei ATP il suo ultimo torneo di Wimbledon. Ottenne così una wild card per il tabellone principale dello slam londinese, dove a sorpresa sconfisse al primo turno il russo Michail Južnyj, 35 del mondo, e Filippo Volandri, numero 52, prima di perdere contro Lleyton Hewitt in tre set, ma raggiungendo il traguardo delle seicento partite vinte.

#### 2005: vittoria in Coppa Davis
Anche se inattivo dall'anno precedente, fu incluso nella squadra che affrontò e sconfisse la Slovacchia nella finale della Coppa Davis 2005. Goran non scese in campo ma ricevette ugualmente la medaglia e il suo nome fu incluso nell'albo d'oro accanto a quelli di Mario Ančić, Ivo Karlović, Ivan Ljubičić e il capitano Nikola Pilić.

### Dopo il ritiro

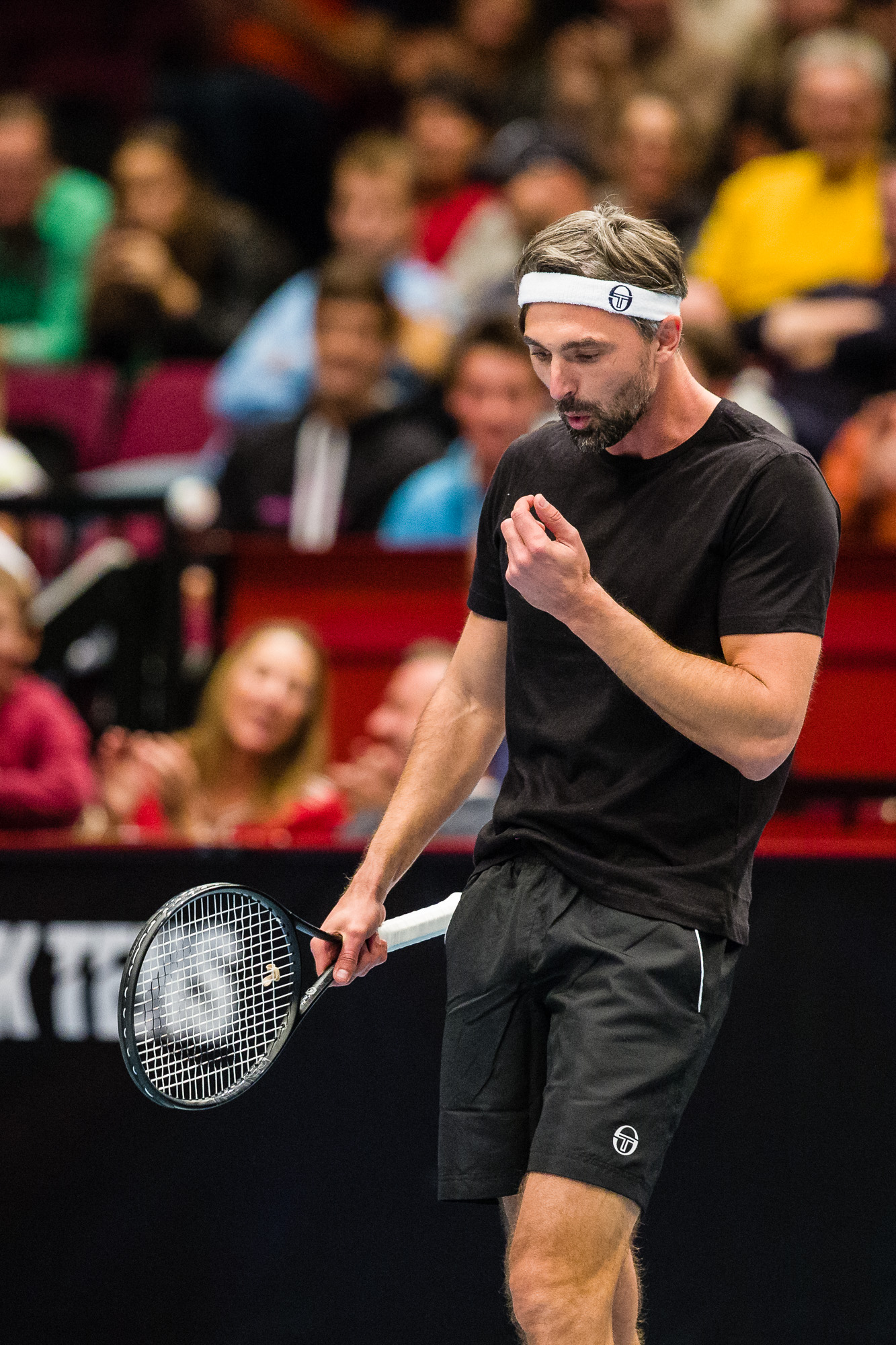
Goran Ivanišević durante un torneo di esibizione nel 2016.

Nel 2006 e nel 2008 ha partecipato al Liverpool International Tennis Tournament. Dal 2005 partecipa all'ATP Champions Tour, il circuito delle ex glorie del tennis, in cui ha conquistato nove tornei: al primo anno Hong Kong, Eindhoven ed Essen, nel 2006 Francoforte, nel 2008 Istanbul e Budapest, nel 2010 Barcellona e il torneo di fine anno di Londra. Nel 2011 torna a disputate un torneo ATP ad Umago in doppio con il connazionale Marin Čilić, perdendo al primo turno contro Filip Polasek e Igor Zelenay.

#### Allenatore
Nel settembre 2013 inizia ad allenare Marin Čilić, che sotto la sua guida vince gli US Open 2014; il rapporto tra i due ha fine nel luglio 2016. Nell'agosto 2016 diventa il coach di Tomáš Berdych e i due si separano 10 mesi dopo, periodo nel quale il tennista ceco si aggiudica il 13º titolo ATP. Agli inizi del 2018 è il nuovo allenatore di Milos Raonic ma non arrivano risultati apprezzabili e nel marzo 2019 il tennista canadese interrompe la collaborazione con Ivanisevic per affidarsi a Fabrice Santoro. Nel giugno 2019 entra a far parte dello staff tecnico di Novak Đoković terminando la collaborazione nel marzo 2024. Nell'autunno 2024 diventa coach di Elena Rybakina, ma la collaborazione termina dopo gli Australian Open 2025. Dalla stagione sull'erba 2025 segue Stefanos Tsitsipas, il quale decide tuttavia di interrompere la collaborazione a Luglio.

## Statistiche

### Singolare

#### Vittorie (22)
| Legenda                                           |
| Grande Slam (1)                                   |
| Tennis Masters Cup / ATP World Tour Finals (0)    |
| Grand Slam Cup (1)                                |
| Super 9 / Master Series (2)                       |
| ATP Championships / International Series Gold (7) |
| World Series / International Series (11)          |

| Numero | Data              | Torneo                                             | Superficie  | Avversario in finale   | Punteggio                     |
| 1.     | 22 luglio 1990    | Stuttgart Open, Stoccarda (1)                      | Terra rossa | Guillermo Pérez Roldán | 6(2)–7, 6–1, 6–4, 7–6(5)      |
| 2.     | 23 giugno 1991    | Manchester Open, Manchester                        | Erba        | Pete Sampras           | 6–4, 6–4                      |
| 3.     | 5 gennaio 1992    | Australian Men's Hardcourt Championships, Adelaide | Cemento     | Christian Bergström    | 1–6, 7–6(5), 6–4              |
| 4.     | 23 febbraio 1992  | Stuttgart Open, Stoccarda (2)                      | Sintetico   | Stefan Edberg          | 6(5)–7, 6–3, 6–4, 6–4         |
| 5.     | 11 ottobre 1992   | Australian Indoor Championships, Sydney            | Cemento     | Stefan Edberg          | 6–4, 6–2, 6–4                 |
| 6.     | 1º novembre 1992  | Stockholm Open, Stoccolma                          | Sintetico   | Guy Forget             | 7–6(2), 4–6, 7–6(5), 6–2      |
| 7.     | 19 settembre 1993 | Romanian Open, Bucarest                            | Terra rossa | Andrej Čerkasov        | 6–2, 7–6(5)                   |
| 8.     | 24 ottobre 1993   | Vienna Open, Vienna (1)                            | Sintetico   | Thomas Muster          | 4–6, 6–4, 6–4, 7–6(3)         |
| 9.     | 7 novembre 1993   | Paris Open, Parigi                                 | Sintetico   | Andrij Medvedjev       | 6–4, 6–2, 7–6(2)              |
| 10.    | 7 agosto 1994     | Austrian Open, Kitzbühel                           | Terra rossa | Fabrice Santoro        | 6–2, 4–6, 4–6, 6–3, 6–2       |
| 11.    | 16 ottobre 1994   | Tokyo Indoor, Tokyo                                | Sintetico   | Michael Chang          | 6–4, 6–4                      |
| 12.    | 11 dicembre 1995  | Grand Slam Cup, Monaco di Baviera                  | Sintetico   | Todd Martin            | 7–6, 6–3, 6–4                 |
| 13.    | 4 febbraio 1996   | Croatian Indoors, Zagabria (1)                     | Sintetico   | Cédric Pioline         | 3–6, 6–3, 6–2                 |
| 14.    | 18 febbraio 1996  | Dubai Tennis Championships, Dubai                  | Cemento     | Albert Costa           | 6–4, 6–3                      |
| 15.    | 3 marzo 1996      | Milan Indoor, Milano (1)                           | Sintetico   | Marc Rosset            | 6–3, 7–6(3)                   |
| 16.    | 10 marzo 1996     | Rotterdam Open, Rotterdam                          | Sintetico   | Evgenij Kafel'nikov    | 6–4, 3–6, 6–3                 |
| 17.    | 10 novembre 1996  | Kremlin Cup, Mosca                                 | Sintetico   | Evgenij Kafel'nikov    | 3–6, 6–1, 6–3                 |
| 18.    | 2 gennaio 1997    | Croatian Indoors, Zagabria (2)                     | Sintetico   | Greg Rusedski          | 7–6(4), 4–6, 7–6(6)           |
| 19.    | 2 marzo 1997      | Milan Indoor, Milano (2)                           | Sintetico   | Sergi Bruguera         | 6–2, 6–2                      |
| 20.    | 12 ottobre 1997   | Vienna Open, Vienna (2)                            | Sintetico   | Greg Rusedski          | 3–6, 6(4)–7, 7–6(4), 6–2, 6–3 |
| 21.    | 8 febbraio 1998   | Croatian Indoors, Spalato (3)                      | Sintetico   | Greg Rusedski          | 7–6(3), 7–6(5)                |
| 22.    | 9 luglio 2001     | Torneo di Wimbledon, Londra                        | Erba        | Patrick Rafter         | 6–3, 3–6, 6–3, 2–6, 9–7       |

#### Finali perse (27)
| Legenda                                           |
| Grande Slam (3)                                   |
| Tennis Masters Cup / ATP World Tour Finals (0)    |
| Grand Slam Cup (1)                                |
| Super 9 / Master Series (5)                       |
| ATP Championships / International Series Gold (5) |
| World Series / International Series (13)          |

| Numero | Data              | Torneo                                           | Superficie       | Avversario in finale | Punteggio                     |
| 1.     | 29 maggio 1989    | ATP Firenze, Firenze                             | Terra rossa      | Horacio de la Peña   | 4–6, 3–6                      |
| 2.     | 21 maggio 1990    | Croatia Open Umag, Umago                         | Terra rossa      | Goran Prpić          | 3–6, 6–4, 4–6                 |
| 3.     | 27 agosto 1990    | Long Island Open, Long Island                    | Cemento          | Stefan Edberg        | 6(3)–7, 3–6                   |
| 4.     | 17 settembre 1990 | ATP Bordeaux, Bordeaux                           | Terra rossa      | Guy Forget           | 4–6, 3–6                      |
| 5.     | 1º ottobre 1990   | Swiss Indoors, Basilea                           | Sintetico indoor | John McEnroe         | 7–6(3), 6–4, 6(4)–7, 3–6, 4–6 |
| 6.     | 19 agosto 1991    | ATP Volvo International, New Haven               | Cemento          | Petr Korda           | 4–6, 2–6                      |
| 7.     | 10 febbraio 1992  | Milan Indoor, Milano                             | Sintetico indoor | Omar Camporese       | 6–3, 3–6, 4–6                 |
| 8.     | 6 luglio 1992     | Torneo di Wimbledon, Londra (1)                  | Erba             | Andre Agassi         | 7–6(8), 4–6, 4–6, 6–1, 4–6    |
| 9.     | 11 gennaio 1993   | Qatar Open, Doha                                 | Cemento          | Boris Becker         | 6(4)–7, 6–4, 5–7              |
| 10.    | 17 maggio 1993    | Internazionali d'Italia, Roma                    | Terra rossa      | Jim Courier          | 1–6, 2–6, 2–6                 |
| 11.    | 1º novembre 1993  | Stockholm Open, Stoccolma (1)                    | Sintetico indoor | Michael Stich        | 6–4, 6(6)–7, 6(3)–7, 2–6      |
| 12.    | 21 febbraio 1994  | Stuttgart Championship Series, Stoccarda         | Sintetico indoor | Stefan Edberg        | 6–4, 4–6, 2–6, 2–6            |
| 13.    | 4 luglio 1994     | Torneo di Wimbledon, Londra (2)                  | Erba             | Pete Sampras         | 6(2)–7, 6(5)–7, 0–6           |
| 14.    | 19 settembre 1994 | Romanian Open, Bucarest                          | Terra rossa      | Franco Davín         | 2–6, 4–6                      |
| 15.    | 31 ottobre 1994   | Stockholm Open, Stoccolma (2)                    | Sintetico indoor | Boris Becker         | 6–4, 4–6, 3–6, 6(4)–7         |
| 16.    | 15 maggio 1995    | ATP German Open, Amburgo                         | Terra rossa      | Andrij Medvedjev     | 3–6, 2-2, 1–6                 |
| 17.    | 15 gennaio 1996   | Sydney International, Sydney                     | Cemento          | Todd Martin          | 7–5, 3–6, 4–6                 |
| 18.    | 26 febbraio 1996  | European Community Championship, Anversa         | Sintetico indoor | Michael Stich        | 3–6, 2–6, 6(5)–7              |
| 19.    | 1º aprile 1996    | Miami Open, Key Biscayne                         | Cemento          | Andre Agassi         | 0–3, ret.                     |
| 20.    | 19 agosto 1996    | U.S. Men’s Hardcourt Championships, Indianapolis | Cemento          | Pete Sampras         | 6(3)–7, 5–7                   |
| 21.    | 9 dicembre 1996   | Grand Slam Cup, Monaco di Baviera                | Sintetico indoor | Boris Becker         | 3–6, 4–6, 4–6                 |
| 22.    | 17 febbraio 1997  | Dubai Tennis Championships, Dubai                | Cemento          | Thomas Muster        | 5–7, 6(3)–7                   |
| 23.    | 16 giugno 1997    | Queen's Club Championships, Londra               | Erba             | Mark Philippoussis   | 5–7, 3–6                      |
| 24.    | 6 luglio 1998     | Torneo di Wimbledon, Londra (3)                  | Erba             | Pete Sampras         | 7–6(2), 6(9)–7, 4–6, 6–3, 2–6 |
| 25.    | 24 agosto 1998    | Connecticut Open, New Haven                      | Cemento          | Karol Kučera         | 4–6, 7–5, 2–6                 |
| 26.    | 12 ottobre 1998   | Shanghai Open, Shanghai                          | Sintetico        | Michael Chang        | 6–4, 1–6, 2–6                 |
| 27.    | 16 novembre 1998  | Kremlin Cup, Mosca                               | Sintetico        | Evgenij Kafel'nikov  | 6(2)–7, 6(5)–7                |

### Doppio

#### Vittorie (9)
| Legenda                                           |
| Grande Slam (0)                                   |
| Tennis Masters Cup / ATP World Tour Finals (0)    |
| Grand Slam Cup (0)                                |
| Super 9 / Master Series (1)                       |
| ATP Championships / International Series Gold (2) |
| World Series / International Series (6)           |

| Numero | Data              | Torneo                            | Superficie    | Compagno        | Avversari in finale              | Punteggio     |
| 1.     | 17 ottobre 1988   | Frankfurt Grand Prix, Francoforte | Sintetico (i) | Rüdiger Haas    | Jeremy Bates Tom Nijssen         | 1–6, 7–5, 6–3 |
| 2.     | 4 febbraio 1991   | Milan Indoor, Milano              | Sintetico (i) | Omar Camporese  | Cyril Suk Tom Nijssen            | 6–4, 7–6      |
| 3.     | 13 maggio 1991    | Rome Masters, Roma                | Terra rossa   | Omar Camporese  | Laurie Warder Luke Jensen        | 6–2, 6–3      |
| 4.     | 17 giugno 1991    | Manchester Open, Manchester       | Erba          | Omar Camporese  | Andrew Castle Nick Brown         | 6–4, 6–3      |
| 5.     | 30 dicembre 1991  | South Australian Open, Adelaide   | Cemento       | Marc Rosset     | Mark Kratzmann Jason Stoltenberg | 7–6, 7–6      |
| 6.     | 11 settembre 1995 | ATP Bordeaux, Bordeaux            | Cemento       | Saša Hiršzon    | Henrik Holm Danny Sapsford       | 6–3, 6–4      |
| 7.     | 26 febbraio 1996  | Milan Indoor, Milano (2)          | Sintetico (i) | Andrea Gaudenzi | Jakob Hlasek Guy Forget          | 6–4, 7–5      |
| 8.     | 27 gennaio 1997   | Zagreb Indoors, Zagabria          | Sintetico (i) | Saša Hiršzon    | Brent Haygarth Mark Keil         | 6–4, 6–3      |
| 9.     | 10 febbraio 1997  | Dubai Tennis Championships, Dubai | Cemento       | Sander Groen    | Sandon Stolle Cyril Suk          | 7–6, 6–3      |

#### Finali perse (10)
| Legenda                                           |
| Grande Slam (2)                                   |
| Tennis Masters Cup / ATP World Tour Finals (0)    |
| Grand Slam Cup (0)                                |
| Super 9 / Master Series (0)                       |
| ATP Championships / International Series Gold (4) |
| World Series / International Series (4)           |

| Numero | Data             | Torneo                                        | Superficie    | Compagno        | Avversari in finale                 | Punteggio     |
| 1.     | 2 ottobre 1989   | Campionati Internazionali di Sicilia, Palermo | Terra rossa   | Diego Nargiso   | Peter Ballauff Rüdiger Haas         | 2–6, 7–6, 4–6 |
| 2.     | 19 febbraio 1990 | Brussels Indoor, Brussels                     | Sintetico (i) | Balázs Taróczy  | Emilio Sánchez Slobodan Živojinović | 5–7, 3–6      |
| 3.     | 11 giugno 1990   | Open di Francia, Parigi                       | Terra rossa   | Petr Korda      | Sergio Casal Emilio Sánchez         | 5–7, 3–6      |
| 4.     | 20 agosto 1990   | New Haven International, New Haven            | Cemento       | Petr Korda      | Jeff Brown Scott Melville           | 5–7, 6–7      |
| 5.     | 22 luglio 1991   | Stuttgart Open, Stoccarda                     | Terra rossa   | Omar Camporese  | Wally Masur Emilio Sánchez          | 6–2, 3–6, 4–6 |
| 6.     | 15 giugno 1992   | Queen's Club Championships, Londra            | Erba          | Diego Nargiso   | John Fitzgerald Anders Järryd       | 4–6, 6–7      |
| 7.     | 17 aprile 1995   | Torneo Godó, Barcellona                       | Terra rossa   | Andrea Gaudenzi | Trevor Kronemann David Macpherson   | 2–6, 4–6      |
| 8.     | 7 agosto 1995    | Los Angeles Open, Los Angeles                 | Cemento       | Saša Hiršzon    | Brent Haygarth Kent Kinnear         | 4–6, 5–7      |
| 9.     | 7 giugno 1999    | Open di Francia, Parigi (2)                   | Terra rossa   | Jeff Tarango    | Mahesh Bhupathi Leander Paes        | 2–6, 5–7      |
| 10.    | 2 agosto 1999    | Los Angeles Open, Los Angeles (2)             | Cemento       | Brian MacPhie   | Byron Black Wayne Black             | 2–6, 6–7      |

## Risultati in progressione
| Sigla | Risultato                        |
| ----- | -------------------------------- |
| V     | Vincitore                        |
| F     | Finalista                        |
| SF    | Semifinalista                    |
| QF    | Quarti di Finale                 |
| 4T    | Quarto turno                     |
| 3T    | Terzo turno                      |
| 2T    | Secondo turno                    |
| 1T    | Primo turno                      |
| RR    | Round Robin (World Finals)       |
| LQ    | Turno di Qualifica (Grande Slam) |
| A     | Assente                          |

| Legenda superfici    |
| Cemento              |
| Terra rossa          |
| Erba                 |
| Superficie variabile |

| Torneo                                                                           | Torneo             | 1988               | 1989               | 1990               | 1991               | 1992               | 1993                   | 1994                   | 1995                   | 1996                   | 1997                   | 1998                   | 1999                   | 2000                   | 2001                   | 2002                   | 2003                   | 2004          | 2005          | Titoli | V-S     |
| Tornei Grande Slam                                                               |                    |                    |                    |                    |                    |                    |                        |                        |                        |                        |                        |                        |                        |                        |                        |                        |                        |               |               |        |         |
| Australian Open                                                                  | Australian Open    | A                  | QF                 | 1T                 | 3T                 | 2T                 | A                      | QF                     | 1T                     | 3T                     | QF                     | 1T                     | A                      | 2T                     | Q1                     | 2T                     | A                      | A             | A             | 0 / 11 | 19 - 11 |
| Roland Garros                                                                    | Roland Garros      | A                  | 4T                 | QF                 | 2T                 | QF                 | 3T                     | QF                     | 1T                     | 4T                     | 1T                     | 1T                     | 1T                     | 1T                     | A                      | A                      | A                      | A             | A             | 0 / 12 | 21 - 12 |
| Wimbledon                                                                        | Wimbledon          | 1T                 | 2T                 | SF                 | 2T                 | F                  | 3T                     | F                      | SF                     | QF                     | 2T                     | F                      | 4T                     | 1T                     | V                      | A                      | A                      | 3T            | A             | 1 / 15 | 55 - 14 |
| US Open                                                                          | US Open            | A                  | 2T                 | 3T                 | 4T                 | 3T                 | 2T                     | 1T                     | 1T                     | SF                     | 1T                     | 4T                     | 3T                     | 1T                     | 3T                     | A                      | A                      | A             | A             | 0 / 13 | 22 - 13 |
| Titoli                                                                           | Titoli             | 0                  | 0                  | 0                  | 0                  | 0                  | 0                      | 0                      | 0                      | 0                      | 0                      | 0                      | 0                      | 0                      | 1                      | 0                      | 0                      | 0             | 0             | 1 / 51 | N/A     |
| Vittorie-Sconfitte                                                               | Vittorie-Sconfitte | 0–1                | 9–4                | 13–4               | 7–4                | 14–4               | 5–3                    | 15-4                   | 7-4                    | 15-4                   | 5-4                    | 10-4                   | 5-3                    | 1-4                    | 10-1                   | 1-1                    | 0-0                    | 2-1           | 0-0           | N/A    | 109–50  |
| ATP Finals                                                                       | ATP Finals         | A                  | A                  | A                  | A                  | SF                 | SF                     | RR                     | A                      | SF                     | A                      | A                      | A                      | A                      | RR                     | A                      | A                      | A             | A             | 0 / 9  | 34–7    |
| Grand Slam Cup                                                                   | Grand Slam Cup     | Non disputato      | Non disputato      | 2T                 | A                  | 3T                 | A                      | 3T                     | V                      | F                      | A                      | QF                     | A                      | Non disputato          | Non disputato          | Non disputato          | Non disputato          | Non disputato | Non disputato | 1 / 6  | 12–5    |
| Titoli                                                                           | Titoli             | 0                  | 0                  | 0                  | 0                  | 0                  | 0                      | 0                      | 1                      | 0                      | 0                      | 0                      | 0                      | 0                      | 0                      | 0                      | 0                      | 0             | 0             | 1 / 15 | N/A     |
| Vittorie-Sconfitte                                                               | Vittorie-Sconfitte | -                  | -                  | -                  | -                  | 3-1                | 2-2                    | 0-3                    | -                      | 2-2                    | -                      | -                      | -                      | -                      | 1-2                    | -                      | -                      | -             | -             | N/A    | 8-10    |
| Coppa Davis                                                                      |                    |                    |                    |                    |                    |                    |                        |                        |                        |                        |                        |                        |                        |                        |                        |                        |                        |               |               |        |         |
| Coppa Davis                                                                      | Coppa Davis        | SF                 | SF                 | PO                 | QF                 | A                  | PO                     | A                      | PO                     | PO                     | G1                     | A                      | A                      | G2                     | PO                     | QF                     | QF                     | A             | V             | 1 / 13 | 28–9    |
| Giochi Olimpici                                                                  |                    |                    |                    |                    |                    |                    |                        |                        |                        |                        |                        |                        |                        |                        |                        |                        |                        |               |               |        |         |
| Singolare                                                                        | Singolare          | 1T                 | Non disputati      | Non disputati      | Non disputati      | SF                 | Non disputati          | Non disputati          | Non disputati          | 1T                     | Non disputati          | Non disputati          | Non disputati          | 1T                     | Non disputati          | Non disputati          | Non disputati          | A             | ND            | 0 / 4  | 4 – 4   |
| Doppio                                                                           | Doppio             | QF                 | Non disputati      | Non disputati      | Non disputati      | SF                 | Non disputati          | Non disputati          | Non disputati          | QF                     | Non disputati          | Non disputati          | Non disputati          | 1T                     | Non disputati          | Non disputati          | Non disputati          | A             | ND            | 0 / 4  | 7 – 4   |
| Championship Series (1990-1996), Super 9 (1996-1999), Masters Series (2000-2008) |                    |                    |                    |                    |                    |                    |                        |                        |                        |                        |                        |                        |                        |                        |                        |                        |                        |               |               |        |         |
| Indian Wells                                                                     | Indian Wells       |                    |                    | 3T                 | 2T                 | 2T                 | 2T                     | 2T                     | A                      | SF                     | 2T                     | 1T                     | 2T                     | 2T                     | 2T                     | A                      | 1T                     | A             | A             | 0 / 12 | 9 – 13  |
| Miami                                                                            | Miami              | 3T                 | A                  | 3T                 | 2T                 | QF                 | A                      | F                      | QF                     | 4T                     | 2T                     | 3T                     | 2T                     | 2T                     | A                      | 2T                     | A                      | 0 / 12        | 19 – 13       |        |         |
| Monte Carlo                                                                      | Monte Carlo        | 2T                 | 3T                 | A                  | 2T                 | QF                 | SF                     | 2T                     | A                      | 1T                     | 1T                     | 1T                     | A                      | A                      | A                      | 1T                     | A                      | 0 / 9         | 8 – 11        |        |         |
| Roma                                                                             | Roma               | A                  | 1T                 | 1T                 | F                  | SF                 | SF                     | 3T                     | SF                     | 1T                     | 1T                     | 1T                     | A                      | A                      | A                      | 1T                     | A                      | 0 / 10        | 21 – 12       |        |         |
| Amburgo                                                                          | Amburgo            | 1T                 | QF                 | 3T                 | A                  | 2T                 | F                      | 2T                     | A                      | QF                     | 1T                     | A                      | A                      | A                      | A                      | A                      | A                      | 0 / 8         | 12 – 8        |        |         |
| Montréal / Toronto                                                               | Montréal / Toronto | A                  | A                  | A                  | A                  | A                  | 3T                     | 2T                     | 3T                     | 3T                     | 1T                     | A                      | A                      | A                      | A                      | A                      | A                      | 0 / 5         | 4 - 5         |        |         |
| Cincinnati                                                                       | Cincinnati         | A                  | A                  | A                  | 1T                 | A                  | QF                     | QF                     | 3T                     | 3T                     | 1T                     | A                      | 3T                     | A                      | A                      | A                      | A                      | 0 / 7         | 9 – 7         |        |         |
| Stoccolma                                                                        | Stoccolma          | QF                 | QF                 | V                  | F                  | F                  | Non più Masters Series | Non più Masters Series | Non più Masters Series | Non più Masters Series | Non più Masters Series | Non più Masters Series | Non più Masters Series | Non più Masters Series | Non più Masters Series | Non più Masters Series | Non più Masters Series | 1 / 5         | 17 – 4        |        |         |
| Essen / Stoccarda                                                                | Essen / Stoccarda  | Non Masters Series | Non Masters Series | Non Masters Series | Non Masters Series | Non Masters Series | 2T                     | QF                     | 2T                     | QF                     | 1T                     | 1T                     | 3T                     | Non più Masters Series | Non più Masters Series | Non più Masters Series | Non più Masters Series | 0 / 7         | 5 – 6         |        |         |
| Madrid                                                                           | Madrid             | Non Masters Series | Non Masters Series | Non Masters Series | Non Masters Series | Non Masters Series | Non Masters Series     | Non Masters Series     | Non Masters Series     | Non Masters Series     | Non Masters Series     | Non Masters Series     | Non Masters Series     | A                      | A                      | A                      | A                      | 0 / 0         | 0 - 0         |        |         |
| Parigi                                                                           | Parigi             | 3T                 | 3T                 | SF                 | V                  | QF                 | 2T                     | 2T                     | A                      | 2T                     | A                      | A                      | 2T                     | A                      | A                      | A                      | A                      | 1 / 6         | 12–8          |        |         |
| Titoli                                                                           | Titoli             |                    |                    | 0                  | 0                  | 1                  | 1                      | 0                      | 0                      | 0                      | 0                      | 0                      | 0                      | 0                      | 0                      | 0                      | 0                      | 0             | 0             | 2 / 81 | N/A     |
| Vittorie-Sconfitte                                                               | Vittorie-Sconfitte |                    |                    | 7–6                | 6–6                | 10–5               | 14–6                   | 16–7                   | 14–7                   | 14–9                   | 9–6                    | 11–9                   | 1–8                    | 3–5                    | 6-5                    | 0-1                    | 0-1                    | 1-3           | 0-0           | N/A    | 112–83  |